# Oxyopes asterion
Oxyopes asterion là một loài nhện trong họ Oxyopidae.
Loài này thuộc chi Oxyopes. Oxyopes asterion được Eugène Simon miêu tả năm 1910.